# Aутопут А1 (Италија)
Аутопут А1 (итал. Autostrada A1 или Autostrada del Sole) је аутопут у Италији који се пружа већим делом Апенинског полуострва и познат је под називом Аутопут сунца. Почиње од Милана, па иде кроз Болоњу и Рим до Напуља.
Аутопут А1 је са дужином од 759.6  најдужи аутопут у Италији. За овај пут се плаћа путарина. Отворен је 1964. године, и био тада најдужи аутопут на свету.

## Историја
Први полагање камена темељца се десило 27. марта 1956. године. Дана 7. децембра 1958. је отворен први део аутопута између Милана и Парме, а од 1964. године, цела траса до Рима. У то време, аутопут А2 је постојао од Сан Касареа до Напуља. Спајањем ових аутопутева, ознака А1 је пренешена на цео аутопут од Милана до Напуља.